# Sünje Lewejohann
Sünje Lewejohann (* 1972 in Flensburg) ist eine deutsche Schriftstellerin.

## Leben
Lewejohann wuchs in einem Dorf in der Nähe von Flensburg auf und ging auf das dänische Gymnasium Duborg-Skolen. Nach ihrem Abitur 1992 studierte sie Skandinavistik und Germanistik in Kiel und Berlin. Professionell zu schreiben begann die Flensburger Autorin ab 2000. Von 2002 bis 2005 war sie Studentin am Deutschen Literaturinstitut in Leipzig und von 2004 bis 2005 Mitherausgeberin der Literaturzeitschrift Edit. Außerdem ist sie Mitglied im Autorenforum der goldene fisch. 2003 nahm Lewejohann an der Endrunde des Open-Mike-Wettbewerbs der Literaturwerkstatt Berlin und am Ingeborg-Bachmann-Wettbewerb in Klagenfurt teil. Dort hatte sie ihre Erzählung Im Farnschatten eingereicht, die sich durch zahlreiche Parataxen auszeichnet. 2004 erhielt sie ein Stipendium des Künstlerhauses Lukas in Ahrenshoop sowie je ein Stipendium der Arno-Schmidt-Stiftung und des Nordkollegs Rendsburg.
Ihr Romandebüt, ein Roman über das fiktive Dorf „Munk“, veröffentlichte sie 2005 unter dem Titel Am Sonntag will Gott zu Atem kommen. Im selben Jahr nahm die Schreibschulabgängerin am Literaturfestival Prosanova in Hildesheim teil. Fünf Jahre später, im Jahr 2010, erhielt sie beim Lyrikpreis Meran den Alfred-Gruber-Preis für eine Auswahl ihrer Gedichte. 2013 folgte ihr erster Gedichtband mit dem Titel In den Hirschen.
Sünje Lewejohann ist Mutter von zwei Kindern und lebt heute in Berlin.

## Werke
- Am Sonntag will Gott zu Atem kommen. Roman, DuMont Buchverlag, Köln 2005
- in den hirschen. Gedichte, Connewitzer Verlagsbuchhandlung, Leipzig 2013
- die idiotische wucht deiner wimpern. Gedichte, Parasitenpresse, Köln 2020
- als ich noch ein tier war. Gedichte, Parasitenpresse, Köln 2022

## Verstreute Veröffentlichungen (Auswahl)
- Im Farnschatten. Erzählung, in: BELLA triste, Nr. 8, Hildesheim 2003.
- Das Brennen. Erzählung, in: Edit, Nr. 33, Leipzig 2003.
- Kattens æg. Auszug von Katzenei in dänischer Übersetzung, in: Bogens Verden, Kopenhagen 2009
- Fellerhye. Gedichte, in: Jahrbuch der Lyrik 2009, Frankfurt am Main 2009
- Gedichte, in: Neue Rundschau 4/2010, Lyrikosmose², Frankfurt am Main 2010
- Gedichte, in: Jahrbuch der Lyrik 2011, München, 2011
- Gedichte, in: Ostragehege, Nr. 65 I/12, Dresden 2012
- Gedichte, in: Jahrbuch der Lyrik 2013, München 2013
- Gedichte, in: Jahrbuch der Lyrik 2015, München 2015[12]
- Gedichte, in: Jahrbuch der Lyrik 2017, Frankfurt am Main 2017
- Gedichte, in: Jahrbuch der Lyrik 2018, Frankfurt am Main 2018
- Schreib Tiere ins Gras, Essay, in: Poetin Nr. 25, Poetenladen, Leipzig 2018